# Џејден Џејмс
Мишел Ли Мејо (енгл. Michele Lee Mayo; 13. фебруар 1986), познатија као Џејден Џејмс (енгл. Jayden Jaymes) америчка је порнографска глумица.

## Одабрана филмографија
- A Special Kind of Therapy (2009)
- Detention (2009)
- Take My Wife, Please (2011)
- Amicable Payment (2012)
- Enhanced Interrogation (2012)
- De-constructing Jayden (2013)
- Let My Tits Make It Up To You (2014)
- Please Don't Fuck Him, Honey (2014)
- Another Hard Cock at the Office (2014)
- Don't Tell My Boss (2015)